# Daniel Guérin
Daniel Guérin (Parigi, 19 maggio 1904 – Suresnes, 14 aprile 1988) è stato uno storico e politico francese, di orientamento anarco-comunista.

## Biografia
Bisessuale, fu un attivista LGBT e uno dei maggiori animatori del quotidiano omofilo Arcadie.
La sua opera più importante fu Fascisme et grand capital: pubblicata per la prima volta nel 1936, venne ristampata nel 1945 e nel 1965 con aggiunte e aggiornamenti; in Italia il testo, ovviamente censurato dal Regime, venne tradotto per la prima volta nel 1956 da Giorgio Galli. Nel volume Guérin considera il fascismo e il nazismo come frutti perversi della grande finanza capitalista, una malattia a cui ogni nazione può andare incontro se non si decide a fare il vaccino rappresentato dalla rivoluzione socialista.

## Opere
- Fascisme et grand capital (1936)
- La lutte des classes sous la Première République (1946)
- Le mouvement ouvrier américain de 1867 à nos jours (1968)
- Rosa Luxemburg et la spontanéité révolutionnaire (1971)
- Bourgeois et bras nus 1793-1795 (1973)